# دولة تاراسكان
كانت تاراسكان دولة في المكسيك ما قبل كولومبوس، مغطية تقريبًا المنطقة الجغرافية لولاية ميتشواكان المكسيكية الحالية، وأجزاء من ولايتي خاليسكو، وغواناخواتو. خلال فترة الغزو الإسباني، كانت ثاني أكبر دولة في أمريكا الوسطى.
يذكر أن الدولة تأسست في أوائل القرن الرابع عشر وفقدت استقلالها أمام الإسبان في عام 1530. في عام 1543، أصبحت رسميًا حاكمية ميتشواكان، من الاسم الناواتلي الذي يعني «مكان أولئك الذين يأكلون السمك».
كانت دولة تاراسكان مؤلفة من شبكة من الأنظمة الرافدة، ثم أصبحت تدريجيا أكثر مركزية، تحت سيطرة حاكم الدولة الذي يطلق عليه اسم كازونتشي. كانت عاصمة تاراسكان واقعة في تزنيتزونتزان على ضفاف بحيرة باتسكوارو، ووفقا لتقليد بوريبيتشا المحكي، تأسست على يد أول كازونتشي يدعى تارياكوري وأطبق نسبة السيطرة عليها، «أوكوسيشا» (النسور في لغة البيوريبيتشا)؛ إلا أن المدينة الكبرى ربما كانت أنغاموكو، حيث تم اكتشاف أطلال واسعة منها في عام 2012 باستخدام تقنية الليدار.
كانت دولة تاراسكان عصرية ومعادية لإمبراطورية الأزتيك، التي خاضت في مواجهتها العديد من الحروب. منعت إمبراطورية تاراسكان توسع الأزتيك إلى الشمال الغربي، وتحصّن التاراسكانيون وحرسوا حدودهم مع الآزتيك، مطورين بذلك ربما أول دولة إقليمية حقيقية في أميركا الوسطى.
بسبب عزلتها النسبية داخل أمريكا الوسطى، كانت دولة تاراسكان تتمتع بالعديد من السمات الثقافية المختلفة تمامًا عن تلك التي تميز غيرها من الحضارات في أمريكا الوسطى. من الجدير بالذكر أنها كانت من بين حضارات أمريكا الوسطى القليلة التي تستخدم المعادن في صناعة المعدات والزينة، وحتى الأسلحة.

## المجموعات العرقية
كانت الدولة تضم مجموعات مختلفة: شعب البوريشا بشكل أساسي، بالإضافة إلى شعب ماتلاتزينكا، وشعب تيكو، وشعب المازاهوا، وشعب الأوتومي، وشعب شونتال، وشعب الناوا.
كان شعب إمبراطورية تاراسكان بمعظمه من اتحاد العرق البوربيشي لكنها ضمت أيضًا مجموعات عرقية أخرى كشعوب الناوا، وأوتومي، وماتلاتزينكا، وتشيتشميكا. انضمت هذه المجموعات تدريجيًا إلى مجموعة الأغلبية من شعب البوربيشا.

## الجغرافيا والمهنة الحجرية
إن المنطقة التي تشكل محيط دولة تاراسكان هي المنطقة البركانية العالية المُشكلة من الامتداد الغربي لميسا سنترال (الهضبة الوسطى) المكسيكية، بين نهرين كبيرين هما نهر ليرما ونهر بالسا. تنتشر فيها المناطق المناخية المعتدلة وشبه الاستوائية والاستوائية، إلى جانب الجبال البركانية من حقبة الحياة الحديثة وأحواض بحيرات على ارتفاع أكثر من 2000 متر (6500 قدم)، ولكنها تشمل أيضًا الأراضي المنخفضة في المناطق الساحلية الجنوبية الغربية. أكثر أنواع التربة شيوعًا في الهضبة الوسطى هي تربة أنسودولز ولوفيسولز من البراكين الصغيرة، وتربة أكريسولز الأقل خصوبة. النباتات الرئيسية هي الصنوبر والبلوط والشوح. تركَّز الوجود البشري في أحواض البحيرات، التي تتميز بوفرة الموارد. توجد في الشمال، قرب نهر ليرما، موارد لحجر السَّبَج (زجاج بركاني) وينابيع حرارية. تركزت دولة تاراسكان حول حوض بحيرة باتزكوارو.

## تاريخ دولة تاراسكان

### الأدلة الأثرية المبكرة
يذكر أن منطقة تاراسكان كانت مأهولة على الاقل منذ بداية فترة ما قبل الكلاسيكية. في وقت مبكر من سنة 2500 الميلاد، عثر على أدلة حجرية مثل الحواف المدببة وأواني حجرية في بعض مواقع صيد الحيوانات الضخمة. تعود أول تواريخ الكربون المشع إلى نحو العام 1200 قبل الميلاد. كانت حضارة شوبيكويارو الأكثر شهرة في بداية عصر ما قبل الكلاسيكية في ميتشواكان. معظم مواقع تشوبيكوارو موجودة في جزر البحيرة والتي يمكن أن تعتبر علامة على أن لها سمات تربطها مع الأنماط الثقافية لتاراسكان لاحقًا. في بداية الفترة الكلاسيكية، تظهر ساحات اللعب بالكرة وغيرها من الأدوات تأثيرًا تيوتيهواكانيًا في منطقة ميتشواكان.